# Кобулти
Кобулти (пол. Kobułty, нім. Kobulten) — село в Польщі, у гміні Біскупець Ольштинського повіту Вармінсько-Мазурського воєводства.
Населення — 402 особи (2011).

## Демографія
Демографічна структура станом на 31 березня 2011 року:
|          | Загалом | Допрацездатний вік | Працездатний вік | Постпрацездатний вік |
| -------- | ------- | ------------------ | ---------------- | -------------------- |
| Чоловіки | 199     | 40                 | 147              | 12                   |
| Жінки    | 203     | 44                 | 116              | 43                   |
| Разом    | 402     | 84                 | 263              | 55                   |